# Мирные досуги инспектора Крафта
«Мирные досуги инспектора Крафта» (2005) — книга Мариэтты Чудаковой, сборник детективно-фантастических новелл и эссе, посвящённых фантастической литературе.

## Содержание
Книга разделена на два раздела. «Мирные досуги инспектора Крафта» — цикл фантастических новелл, объединённых героем-сыщиком. «…И попутно» — эссе о фантастической литературе.

### Мирные досуги инспектора Крафта
- Убийца
- Развилка
- Любить без памяти
- Лебединое озеро
- Тихий старик
- Происшествие в лесу

### …И попутно
- Гимнастический снаряд для интеллекта
- Свой инопланетянин
- Станислав Лем в умах и сердцах жителей исчезнувшей страны
- Фантастика Булгакова, или Воланд и Старик Хоттабыч

## История создания и публикации. Критика
В эссе «Гимнастический снаряд для интеллекта» Чудакова вспоминает, что написала первые рассказы под впечатлением от книг Рэя Брэдбери, Станислава Лема и Айзека Азимова. С помощью Натана Эйдельмана и Льва Осповата один из рассказов «Убийца» был опубликован в журнале «Знание — сила» (1969, № 8) под изменённым названием «Пространство жизни». Позже он был переведён на несколько иностранных языков и признан классикой жанра. Рассказ «Тихий старик» был впервые опубликован в журнале «Уральский следопыт» (1978, № 3). Остальные рассказы впервые увидели свет в данном сборнике.
Как пишет Мария Галина в журнале «Новое литературное обозрение», «Мирные досуги» ориентированы на прозу 1920-х годов, особенно на рассказы Сигизмунда Кржижановского и Александра Грина.